# Icterus laudabilis
Icterus laudabilis é uma espécie de ave da família Icteridae.
É endémica de Santa Lúcia.
Os seus habitats naturais são: florestas secas tropicais ou subtropicais , florestas subtropicais ou tropicais húmidas de baixa altitude, matagal húmido tropical ou subtropical e florestas secundárias altamente degradadas.
Está ameaçada por perda de habitat.